# Alejandro Planchart
Alejandro Enrique Planchart (Caracas, 29 luglio 1935 – Santa Barbara, 28 aprile 2019) è stato un musicologo, direttore d'orchestra e compositore venezuelano naturalizzato statunitense. 

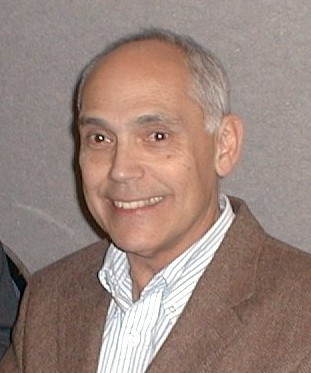
Alejandro Planchart al congresso dell'American Musicological Society del 2002.

Specializzato nella storia della musica tardomedievale e rinascimentale, Planchart è riconosciuto come uno dei più autorevoli studiosi dell'opera di Guillaume Dufay.
Nato a Caracas, si trasferì in gioventù in Stati Uniti per studiare all'Università Yale dove ottenne il bachelor di musicologia nel 1958 e, successivamente, il master's degree nel 1960. Nel 1971 conseguì il PhD all'Università Harvard con una dissertazione sul Tropario di Winchester.
Nel 1977 entrò a far parte del corpo docente dell'Università della California diventando nel 2006 professore emerito di musicologia.
Autore di numerose pubblicazioni, Planchart ha curato anche le voci su alcuni compositori tardomedievali e primorinascimentali quali Cristóbal de Morales, Jacob Clemens non Papa, Guillaume Dufay; sulle scuole polifoniche dell'abbazia di San Marziale a Limoges e dell'abbazia di San Gallo in Svizzera; e in generale sulla musica venezuelana contenute nel dizionario enciclopedico Grove Dictionary of Music and Musicians (Grove - Dizionario della musica e dei musicisti) collaborando sia all'edizione del 1980 che a quella del 2001. Ha inoltre diretto diverse registrazioni di musica antica per le etichette Lyrichord e Musical Heritage Society.